# Кмерски гибон
Кмерски гибон (лат. Hylobates pileatus) је врста мајмуна из породице гибона (Hylobatidae).

## Распрострањење
Врста је присутна у Камбоџи, Тајланду и Лаосу.

## Станиште
Станишта врсте су шуме и речни екосистеми до 1.500 метара надморске висине. Врста је присутна на подручју реке Меконг у југоисточној Азији.

## Угроженост
Ова врста се сматра угроженом.